# Árboles singulares de la Comunidad de Madrid

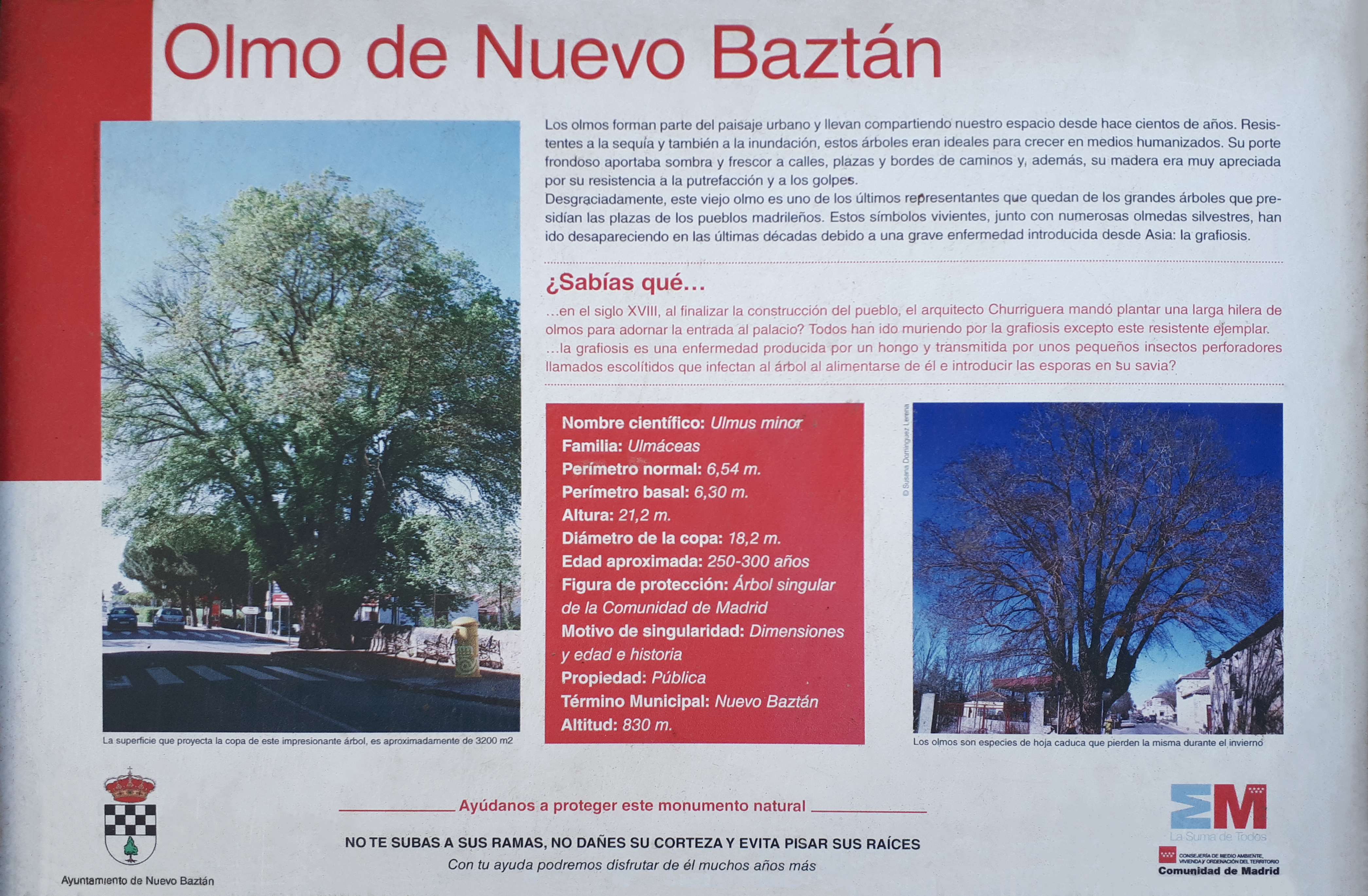
Cartel informativo del Olmo de Nuevo Baztán.

La Comunidad de Madrid publicó en 2015 el último listado actualizado de árboles singulares, "por ser ejemplares arbóreos con características extraordinarias de rareza, excelencia de porte, edad, tamaño, significación histórica, cultural o científica, que constituyen un patrimonio merecedor de una especial atención y protección por parte de la Administración". Están identificados mediante hitos de hormigón o carteles informativos.

## Historia
En 1991 se publicó la "Ley para la Protección y Regulación de la Fauna y Flora Silvestres en la Comunidad de Madrid", correspondiéndole a la Agencia de Medio Ambiente su inspección, vigilancia y control. En 1992 la Comunidad de Madrid aprobó, por decreto, el "Catálogo Regional de Especies Amenazadas de Fauna y Flora Silvestres", incluyendo la categoría de "Árboles Singulares", con 225 ejemplares cuya protección exige medidas específicas. Los árboles son seres vivos, y como tales nacen, crecen y mueren, por lo que el catálogo ha sufrido posteriormente modificaciones, excluyendo los ejemplares muertos y agregando otros del mismo valor botánico. La actualización del catálogo se ha realizado en los años 1993 y 2015, en la última revisión se excluyeron 43 ejemplares, debido a su muerte o desaparición; y se incluyeron 69 ejemplares nuevos. También aporta una "Guía de buenas prácticas en la conservación y disfrute de los árboles singulares".
La exclusión de la categoría de "Árbol Singular" permite a sus propietarios que lo "talen o reduzcan la copa conservándose un vestigio, especialmente, si presenta un peligro para los bienes o para la integridad física de las personas". La inclusión en dicha categoría representan un importante reconocimiento como "patrimonio merecedor de una especial atención y protección".
Esta amplia normativa protege la flora y la fauna y, en especial, el patrimonio arbóreo monumental, tanto por sus características botánicas singulares, como por su influencia cultural en su entorno social. Por lo que hay derechos y deberes para el titular del árbol y la Administración competente; así como medidas jurídicas para asegurar su correcta conservación (planificación, tutela y régimen sancionador).

## Listado oficial 2015
El Catálogo oficial de la Comunidad de Madrid de sus Árboles Singulares, situados tanto en zonas forestales como urbanas, consta de 280 ejemplares de 56 especies diferentes, distribuidos por 68 municipios.
| Número | Denominación común                                        | Nombre científico                     | Municipio                   | Coordenadas                                                                 | Motivo de catalogación       | Identificador Wikidata | Imagen                         |
| ------ | --------------------------------------------------------- | ------------------------------------- | --------------------------- | --------------------------------------------------------------------------- | ---------------------------- | ---------------------- | ------------------------------ |
|        | Abedul de la Dehesa Comunal                               | Betula ssp.                           | Robregordo                  |                                                                             | Significación cultural       |                        |                                |
|        | Abedul de la Dehesa de Somosierra I                       | Betula alba                           | Somosierra                  |                                                                             |                              |                        |                                |
|        | Abedul de la Dehesa de Somosierra II                      | Betula alba                           | Somosierra                  |                                                                             |                              |                        |                                |
|        | Abedul del Arroyo del Toril I                             | Betula alba                           | Canencia de la Sierra       |                                                                             |                              |                        |                                |
|        | Abedul del Arroyo del Toril II                            | Betula alba                           | Canencia de la Sierra       |                                                                             |                              |                        |                                |
|        | Abeto de Douglas de La Cebedilla I                        | Pseudotsuga menziesii                 | Lozoya del Valle            |                                                                             |                              |                        |                                |
|        | Abeto de Douglas de La Cebedilla II                       | Pseudotsuga menziesii                 | Lozoya del Valle            |                                                                             |                              |                        |                                |
|        | Abeto de Douglas de La Cebedilla III                      | Pseudotsuga menziesii                 | Lozoya del Valle            |                                                                             |                              |                        |                                |
|        | Abeto del Cáucaso de la Casita del Príncipe I             | Abies nordmanniana                    | El Escorial                 |                                                                             |                              |                        |                                |
|        | Abeto del Cáucaso de la Casita del Príncipe II            | Abies nordmanniana                    | El Escorial                 |                                                                             |                              |                        |                                |
|        | Abeto del Cáucaso de Peña Alta                            | Abies nordmanniana                    | Lozoya del Valle            |                                                                             |                              |                        |                                |
|        | Abeto Rojo de La Cebedilla I                              | Picea abies                           | Lozoya del Valle            |                                                                             |                              |                        |                                |
|        | Abeto Rojo de La Cebedilla II                             | Picea abies                           | Lozoya del Valle            |                                                                             |                              |                        |                                |
|        | Acebo de la Dehesa de Somosierra                          | Ilex aquifolium                       | Somosierra                  |                                                                             |                              |                        |                                |
|        | Acebo de Las Cerradillas                                  | Ilex aquifolium                       | Manzanares el Real          |                                                                             |                              |                        |                                |
|        | Acebo del Puerto de Canencia                              | Ilex aquifolium                       | Canencia de la Sierra       |                                                                             |                              |                        |                                |
|        | Acebo del Río Manzanares                                  | Ilex aquifolium                       | Manzanares el Real          |                                                                             |                              |                        |                                |
|        | Ahuehuete de los Chinescos                                | Taxodium mucronatum                   | Aranjuez                    | 40°02′26.98″N 3°35′38.24″O / 40.0408278, -3.5939556                         |                              |                        |                                |
|        | Ahuehuete de Los Jardinillos                              | Taxodium mucronatum                   | Aranjuez                    |                                                                             | Tamaño                       |                        |                                |
|        | Ahuehuete del Buen Retiro                                 | Taxodium mucronatum                   | Madrid                      | 40°24′56.30″N 3°41′16.74″O / 40.4156389, -3.6879833                         |                              | Q54823827              |                                |
|        | Álamo Blanco de la Presa del Rey I                        | Populus alba                          | Rivas-Vaciamadrid           |                                                                             |                              |                        |                                |
|        | Alcornoque de la calle Arroyo Fresno                      | Quercus suber                         | Madrid                      |                                                                             |                              |                        |                                |
|        | Alcornoque de la Corchera                                 | Quercus suber                         | Boadilla del Monte          |                                                                             |                              |                        |                                |
|        | Alcornoque de la Dehesa de la Jara                        | Quercus suber                         | Collado Mediano             |                                                                             | Edad                         |                        |                                |
|        | Alcornoque de la Dehesa de Valgallegos                    | Quercus suber                         | Torrelaguna                 |                                                                             |                              |                        |                                |
|        | Alcornoque de las Casiruelas                              | Quercus suber                         | Manzanares el Real          |                                                                             |                              |                        |                                |
|        | Alcornoque de Prado Guerrero                              | Quercus suber                         | Becerril de la Sierra       |                                                                             | Excelencia porte             |                        |                                |
|        | Alcornoque de Romanillos I                                | Quercus suber                         | Boadilla del Monte          |                                                                             |                              |                        |                                |
|        | Alcornoque de Romanillos II                               | Quercus suber                         | Boadilla del Monte          |                                                                             |                              |                        |                                |
|        | Alcornoque de Rozas de Puerto Real                        | Quercus suber                         | Rozas de Puerto Real        |                                                                             |                              |                        |                                |
|        | Alcornoque del Monte del Pardo I                          | Quercus suber                         | Madrid                      |                                                                             |                              |                        |                                |
|        | Alcornoque del Monte del Pardo II                         | Quercus suber                         | Madrid                      |                                                                             |                              |                        |                                |
|        | Alcornoque del Ortigal o del Bandolero                    | Quercus suber                         | Manzanares el Real          |                                                                             | Significación cultural       |                        |                                |
|        | Alerce del Vivero de Mojonavalle                          | Larix decidua                         | Canencia de la Sierra       |                                                                             |                              |                        |                                |
|        | Aliso del Arroyo de la Avellaneda I                       | Alnus glutinosa                       | San Martín de Valdeiglesias |                                                                             |                              |                        |                                |
|        | Aliso del Arroyo de la Avellaneda II                      | Alnus glutinosa                       | San Martín de Valdeiglesias |                                                                             |                              |                        |                                |
|        | Almendro de las Umbrías de Valdezate                      | Prunus dulcis                         | Navas del Rey               |                                                                             | Tamaño                       |                        |                                |
|        | Almendro del Parque                                       | Prunus dulcis                         | San Lorenzo de El Escorial  |                                                                             |                              |                        |                                |
|        | Almez de La Arganzuela                                    | Celtis australis                      | Madrid                      |                                                                             | Excelencia porte             |                        |                                |
|        | Almez del Casino de la Reina                              | Celtis australis                      | Madrid                      |                                                                             | Excelencia porte             |                        |                                |
|        | Almez del Paseo del Prado                                 | Celtis australis                      | Madrid                      |                                                                             |                              |                        |                                |
|        | Árbol de Júpiter del Huerto del Francés                   | Lagerstroemia indica                  | Aranjuez                    |                                                                             | Excelencia porte             |                        |                                |
|        | Árbol del Amor del Parque                                 | Cercis siliquastrum                   | San Lorenzo de El Escorial  |                                                                             |                              |                        |                                |
|        | Arce de la Silla de Felipe II                             | Acer monspessulanum                   | San Lorenzo de El Escorial  |                                                                             |                              |                        |                                |
|        | Arce de Los Horcajuelos                                   | Acer monspessulanum                   | Braojos                     |                                                                             | Tamaño                       |                        |                                |
|        | Arce Plateado de Los Jardines de Cecilio Rodríguez        | Acer saccharinum                      | Madrid                      |                                                                             |                              |                        |                                |
|        | Bardaguera Blanca de Braojos                              | Salix salviifolia                     | Braojos                     |                                                                             |                              |                        |                                |
|        | Butia del Paseo de Recoletos I                            | Butia capitata                        | Madrid                      |                                                                             |                              |                        |                                |
|        | Butia del Paseo de Recoletos II                           | Butia capitata                        | Madrid                      |                                                                             |                              |                        |                                |
|        | Butia del Real Jardín Botánico en Madrid                  | Butia capitata                        | Madrid                      |                                                                             |                              |                        |                                |
|        | Caqui de Virginia de los Chinescos                        | Diospyros virginiana                  | Aranjuez                    |                                                                             |                              |                        |                                |
|        | Castaño de Canto Ganguerrero                              | Castanea sativa                       | Rozas de Puerto Real        |                                                                             | Excelencia porte             |                        |                                |
|        | Castaño de Indias de Collado Mediano                      | Aesculus hippocastanum                | Collado Mediano             |                                                                             | Excelencia porte             |                        |                                |
|        | Castaño de Indias del Parque del Al. C. Carrero Blanco I  | Aesculus hippocastanum                | San Lorenzo de El Escorial  |                                                                             |                              |                        |                                |
|        | Castaño de Indias del Parque del Al. C. Carrero Blanco II | Aesculus hippocastanum                | San Lorenzo de El Escorial  |                                                                             |                              |                        |                                |
|        | Castaño de la Dehesa Boyal                                | Castanea sativa                       | Rozas de Puerto Real        |                                                                             | Tamaño                       |                        |                                |
|        | Castaño de la Fuente del Rey                              | Castanea sativa                       | Zarzalejo                   |                                                                             |                              |                        |                                |
|        | Castaño de la Gutera                                      | Castanea sativa                       | Puebla de la Sierra         |                                                                             |                              |                        |                                |
|        | Castaño de las Machotas I                                 | Castanea sativa                       | San Lorenzo de El Escorial  |                                                                             |                              |                        |                                |
|        | Castaño de las Machotas II                                | Castanea sativa                       | San Lorenzo de El Escorial  |                                                                             |                              |                        |                                |
|        | Castaño del Cotanillo                                     | Castanea sativa                       | Zarzalejo                   |                                                                             |                              |                        |                                |
|        | Cedro de los Jardines de Vista Alegre                     | Cedrus libanotica                     | Madrid                      |                                                                             | Tamaño                       |                        |                                |
|        | Cedro del Atlas del Parque de la Fuente del Berro         | Cedrus atlantica                      | Madrid                      |                                                                             |                              |                        |                                |
|        | Cedro del Atlas del Parque del Oeste                      | Cedrus atlantica                      | Madrid                      |                                                                             |                              |                        |                                |
|        | Cedro del Himalaya de Prado Redondo I                     | Cedrus deodara                        | Villaviciosa de Odón        |                                                                             |                              |                        |                                |
|        | Cedro del Himalaya de Prado Redondo II                    | Cedrus deodara                        | Villaviciosa de Odón        |                                                                             |                              |                        |                                |
|        | Cedro del Líbano de la Casita de Arriba                   | Cedrus libani                         | San Lorenzo de El Escorial  | 40°35′06.53″N 4°09′28.39″O / 40.5851472, -4.1578861                         |                              |                        |                                |
|        | Cedro del Líbano de la Fuente del Berro                   | Cedrus libani                         | Madrid                      |                                                                             |                              |                        |                                |
|        | Cedro del Líbano del Museo del Prado                      | Cedrus libani                         | Madrid                      |                                                                             |                              |                        |                                |
|        | Cedro del Parque del Retiro                               | Cedrus libanotica                     | Madrid                      |                                                                             |                              |                        |                                |
|        | Cerezo de la Mala Colá                                    | Prunus avium                          | Puebla de la Sierra         |                                                                             |                              |                        |                                |
|        | Cerezo del Puente de las Cabras                           | Prunus avium                          | Puebla de la Sierra         |                                                                             |                              |                        |                                |
|        | Cerezo del Soto de los Frailes                            | Prunus padus                          | Rascafría                   |                                                                             | Rareza                       |                        |                                |
|        | Chopo de Don Sergio                                       | Populus nigra                         | Rivas-Vaciamadrid           |                                                                             | Tamaño                       |                        |                                |
|        | Chopo de Fuentelasyeguas                                  | Populus x canadensis                  | El Escorial                 |                                                                             |                              |                        |                                |
|        | Chopo de la Fuente de San Isidro                          | Populus x canadensis                  | Villar del Olmo             |                                                                             |                              |                        |                                |
|        | Chopo de La Pellejera II                                  | Populus x canadensis                  | Brunete                     |                                                                             |                              |                        |                                |
|        | Chopo de Mejorada del Campo                               | Populus nigra                         | Mejorada del Campo          |                                                                             | Tamaño                       |                        |                                |
|        | Chopo de Navas del Rey                                    | Populus x canadensis                  | Navas del Rey               |                                                                             |                              |                        |                                |
|        | Chopo de Oteruelo del Valle                               | Populus x canadensis                  | Rascafría                   |                                                                             |                              |                        |                                |
|        | Chopo de Sacedón                                          | Populus nigra                         | Villaviciosa de Odón        |                                                                             | Excelencia porte             |                        |                                |
|        | Chopo de Torrelaguna                                      | Populus x canadensis                  | Torrelaguna                 |                                                                             |                              |                        |                                |
|        | Chopo de Villanueva de Perales                            | Populus nigra                         | Villanueva de Perales       |                                                                             | Tamaño                       |                        |                                |
|        | Chopo del Arroyo de la Avellaneda                         | Populus x canadensis                  | San Martín de Valdeiglesias |                                                                             |                              |                        |                                |
|        | Chopo del Ayuntamiento                                    | Populus x canadensis                  | Pinilla del Valle           |                                                                             |                              |                        |                                |
|        | Chopo del Río                                             | Populus x canadensis                  | Tielmes                     |                                                                             |                              |                        |                                |
|        | Ciprés Calvo del Estanque del Palacio de Cristal          | Taxodium distichum                    | Madrid                      |                                                                             |                              |                        |                                |
| 45     | Ciprés de Arizona del Castillo de Viñuelas                | Cupressus arizonica                   | Madrid                      | 40°36′28.66″N 3°38′47.15″O / 40.6079611, -3.6464306                         |                              |                        |                                |
|        | Ciprés de la Real Casa del Labrador                       | Cupressus sempervirens                | Aranjuez                    |                                                                             |                              |                        |                                |
|        | Ciprés de Lawson de la Cebedilla                          | Chamaecyparis lawsoniana              | Lozoya del Valle            |                                                                             |                              |                        |                                |
|        | Ciprés de Lawson de la Curva del Puente                   | Chamaecyparis lawsoniana              | Lozoya del Valle            |                                                                             |                              |                        |                                |
|        | Ciprés de los Chinescos                                   | Cupressus sempervirens                | Aranjuez                    |                                                                             |                              |                        |                                |
|        | Ciprés de Monterrey de Prado Redondo                      | Cupressus macrocarpa                  | Villaviciosa de Odón        |                                                                             |                              |                        |                                |
|        | Ciprés de Portugal de la Fuente del Berro                 | Cupressus lusitanica                  | Madrid                      |                                                                             |                              |                        |                                |
|        | Ciprés del Real Jardín Botánico                           | Cupressus sempervirens                | Madrid                      | 40°24′42.23″N 3°41′28.95″O / 40.4117306, -3.6913750                         |                              |                        |                                |
|        | Cornicabras del Majuelo Benito                            | Pistacia terebinthus                  | Navalagamella               |                                                                             | Tamaño                       |                        |                                |
|        | Coscoja de Valromeroso                                    | Quercus coccifera                     | Chinchón                    |                                                                             | Tamaño                       |                        |                                |
|        | El Abuelo                                                 | Fraxinus angustifolia                 | Boadilla del Monte          |                                                                             | Tamaño                       |                        |                                |
|        | El Candelabro de los Jardines de Santa Lucía              | Cedrus deodara                        | Torrelaguna                 |                                                                             |                              |                        |                                |
|        | El Enebro                                                 | Juniperus thurifera                   | Boadilla del Monte          |                                                                             |                              |                        |                                |
|        | El Pino Carretero                                         | Pinus pinea                           | Cadalso de los Vidrios      |                                                                             |                              |                        |                                |
|        | El Plátano Mellizo                                        | Platanus x hispanica                  | Aranjuez                    |                                                                             |                              |                        |                                |
|        | El Plátano Padre                                          | Platanus x hispanica                  | Aranjuez                    |                                                                             |                              |                        |                                |
|        | El Roble Viejo                                            | Quercus petraea                       | Montejo de la Sierra        |                                                                             |                              |                        |                                |
|        | Encina de Ambite                                          | Quercus ilex                          | Ambite                      | 40°19′55.22″N 3°10′44.82″O / 40.3320056, -3.1791167                         |                              | Q54823975              |                                |
|        | Encina de la Antigua Universidad Central                  | Quercus ilex                          | Madrid                      |                                                                             |                              |                        |                                |
|        | Encina de la Condesa                                      | Quercus ilex                          | Aldea del Fresno            |                                                                             |                              |                        |                                |
|        | Encina de la Huerta                                       | Quercus ilex                          | Ambite                      |                                                                             |                              |                        |                                |
| 283    | Encina de La Pica                                         | Quercus ilex                          | Olmeda de las Fuentes       | 40°20′44.3″N 3°12′15.6″O / 40.345639, -3.204333                             | Tamaño                       | Q135415840             |                                |
|        | Encina de la Venta del Batán                              | Quercus ilex                          | Madrid                      |                                                                             |                              |                        |                                |
|        | Encina de las Cercadillas                                 | Quercus ilex                          | Puentes Viejas              |                                                                             | Tamaño                       |                        |                                |
|        | Encina de Navalagamella                                   | Quercus ilex                          | Navalagamella               |                                                                             |                              |                        |                                |
|        | Encina del Mesto                                          | Quercus ilex                          | Aldea del Fresno            |                                                                             |                              |                        |                                |
|        | Encina del Puente de Hierro                               | Quercus ilex                          | Madrid                      |                                                                             |                              |                        |                                |
|        | Encina del Puente de la Culebra                           | Quercus ilex                          | Madrid                      |                                                                             |                              |                        |                                |
|        | Encina del Trillo                                         | Quercus ilex                          | Madrid                      |                                                                             |                              |                        |                                |
|        | Enebro de Cerro Alarcón                                   | Juniperus oxycedrus                   | Valdemorillo                |                                                                             | Excelencia porte             |                        |                                |
|        | Enebro de La Granjilla                                    | Juniperus oxycedrus                   | San Martín de Valdeiglesias |                                                                             |                              |                        |                                |
|        | Enebro de los Canalizos                                   | Juniperus oxycedrus                   | Lozoya del Valle            |                                                                             |                              |                        |                                |
|        | Enebro de Siria del Parque de la Fuente del Berro         | Juniperus drupacea                    | Madrid                      |                                                                             |                              |                        |                                |
|        | Enebro del Cerro Valviejo                                 | Juniperus oxycedrus                   | Madrid                      |                                                                             |                              |                        |                                |
|        | Enebro del Depósito                                       | Juniperus oxycedrus                   | Aldea del Fresno            |                                                                             | Excelencia porte             |                        |                                |
|        | Eucalipto azul del Retiro                                 | Eucalyptus globulus                   | Madrid                      |                                                                             | Significación histórica      |                        |                                |
|        | Eucalipto del Puente                                      | Eucalyptus camaldulensis              | Aldea del Fresno            |                                                                             |                              |                        |                                |
|        | Fresno de Gargantilla del Lozoya                          | Fraxinus angustifolia                 | Gargantilla del Lozoya      |                                                                             |                              |                        |                                |
|        | Fresno de la Dehesa Comunal                               | Fraxinus angustifolia                 | Villanueva de Perales       |                                                                             | Tamaño                       |                        |                                |
|        | Fresno de La Herrería                                     | Fraxinus angustifolia                 | San Lorenzo de El Escorial  |                                                                             | Excelencia porte             |                        |                                |
|        | Fresno de la Reguera II                                   | Fraxinus angustifolia                 | Braojos                     |                                                                             |                              |                        |                                |
|        | Fresno del Colegio San Dámaso                             | Fraxinus angustifolia                 | Rozas de Puerto Real        |                                                                             |                              |                        |                                |
|        | Fresno del Frontón                                        | Fraxinus angustifolia                 | El Berrueco                 |                                                                             |                              |                        |                                |
|        | Fresno del Zarzón                                         | Fraxinus angustifolia                 | Madrid                      |                                                                             |                              |                        |                                |
|        | Gingo del Palacio de Buenavista                           | Ginkgo biloba                         | Madrid                      |                                                                             |                              |                        |                                |
|        | Haya de El Chaparral I                                    | Fagus sylvatica                       | Montejo de la Sierra        |                                                                             |                              |                        |                                |
|        | Haya de El Chaparral II                                   | Fagus sylvatica                       | Montejo de la Sierra        |                                                                             |                              |                        |                                |
|        | Haya de El Chaparral III                                  | Fagus sylvatica                       | Montejo de la Sierra        |                                                                             |                              |                        |                                |
|        | Haya de El Chaparral IV                                   | Fagus sylvatica                       | Montejo de la Sierra        |                                                                             |                              |                        |                                |
|        | Haya de El Chaparral V                                    | Fagus sylvatica                       | Montejo de la Sierra        |                                                                             |                              |                        |                                |
|        | Haya de la Roca                                           | Fagus sylvatica                       | Montejo de la Sierra        |                                                                             |                              |                        |                                |
|        | Haya del Ancla                                            | Fagus sylvatica                       | Montejo de la Sierra        |                                                                             |                              |                        |                                |
|        | Haya del Tronco                                           | Fagus sylvatica                       | Montejo de la Sierra        |                                                                             |                              |                        |                                |
|        | Higuera de la Ermita de Bellaescusa                       | Ficus carica                          | Orusco de Tajuña            |                                                                             | Significación histórica      |                        |                                |
|        | La Encina Macho                                           | Quercus ilex                          | Sevilla la Nueva            |                                                                             |                              |                        |                                |
|        | Laurel del Molino de las Harinas                          | Laurus nobilis                        | Torremocha de Jarama        |                                                                             |                              |                        |                                |
|        | Libocedro del Parque I                                    | Calocedrus decurrens                  | Cercedilla                  |                                                                             |                              |                        |                                |
|        | Libocedro del Parque II                                   | Calocedrus decurrens                  | Cercedilla                  |                                                                             |                              |                        |                                |
|        | Liquidámbar de la calle Duque de la Victoria              | Liquidambar styraciflua               | Aranjuez                    |                                                                             |                              |                        |                                |
|        | Liquidámbar de la calle Francisco de Asís                 | Liquidambar styraciflua               | Aranjuez                    |                                                                             |                              |                        |                                |
|        | Liquidámbar de La Isla                                    | Liquidambar styraciflua               | Aranjuez                    |                                                                             | Significación histórica      |                        |                                |
|        | Madroño de la Lancha de la Osa                            | Arbutus unedo                         | Cadalso de los Vidrios      |                                                                             | Tamaño                       |                        |                                |
|        | Madroño de la Plaza de la Lealtad                         | Arbutus unedo                         | Madrid                      |                                                                             | Significación cultural       |                        |                                |
|        | Madroño del Cerro Majuelito                               | Arbutus unedo                         | Cadalso de los Vidrios      |                                                                             |                              |                        |                                |
|        | Madroño del Parterre                                      | Arbutus unedo                         | Aranjuez                    |                                                                             |                              |                        |                                |
|        | Madroño del Valle del Oso                                 | Arbutus unedo                         | San Martín de Valdeiglesias |                                                                             |                              |                        |                                |
|        | Magnolio de los Jardines de la Isla                       | Magnolia grandiflora                  | Aranjuez                    |                                                                             |                              |                        |                                |
|        | Maillo de Las Tollas                                      | Malus sylvestris                      | Garganta de los Montes      |                                                                             | Tamaño                       |                        |                                |
|        | Moral de Las Huelgas                                      | Morus nigra                           | Miraflores de la Sierra     |                                                                             | Excelencia porte             |                        |                                |
|        | Moral de Los Robles                                       | Morus nigra                           | Chapinería                  |                                                                             |                              |                        |                                |
|        | Moral de Valdehondillo                                    | Morus alba                            | El Vellón                   |                                                                             |                              |                        |                                |
|        | Mostajo de la Dehesa de Somosierra I                      | Sorbus aria                           | Somosierra                  |                                                                             |                              |                        |                                |
|        | Mostajo de la Dehesa de Somosierra II                     | Sorbus aria                           | Somosierra                  |                                                                             |                              |                        |                                |
|        | Mostajo del Molino del Cubo                               | Sorbus latifolia                      | Rascafría                   |                                                                             | Rareza                       |                        |                                |
|        | Nogal de Horcajo de la Sierra I                           | Juglans regia                         | Horcajo de la Sierra        |                                                                             |                              |                        |                                |
|        | Nogal de La Acebeda                                       | Juglans regia                         | La Acebeda                  |                                                                             |                              |                        |                                |
|        | Nogal de Las Cepas                                        | Juglans regia                         | Morata de Tajuna            |                                                                             | Excelencia porte             |                        |                                |
|        | Nogal de Lozoya                                           | Juglans regia                         | Lozoya del Valle            |                                                                             |                              |                        |                                |
|        | Nogal de Olmeda de las Fuentes                            | Juglans regia                         | Olmeda de las Fuentes       |                                                                             |                              |                        |                                |
|        | Nogal del Pradillo                                        | Juglans regia                         | Puebla de la Sierra         |                                                                             |                              |                        |                                |
|        | Nogal del Puente                                          | Juglans regia                         | Puebla de la Sierra         |                                                                             |                              |                        |                                |
|        | Olivo de Las Cruces                                       | Olea europaea                         | Colmenar de Oreja           |                                                                             | Tamaño                       |                        |                                |
|        | Olivo Santo                                               | Olea europaea                         | Ambite                      |                                                                             | Significación cultural       |                        |                                |
|        | Olmo de la Ermita del Santísimo Cristo del Calvario       | Ulmus minor                           | Pinto                       |                                                                             | Tamaño                       |                        |                                |
|        | Olmo de Los Llanillos                                     | Ulmus laevis                          | San Lorenzo de El Escorial  |                                                                             |                              |                        |                                |
| 251    | Olmo de Nuevo Baztán                                      | Ulmus minor                           | Nuevo Baztán                | 40°21′53.86″N 3°14′37.51″O / 40.3649611, -3.2437528                         | Dimensiones, edad e historia | Q54824009              |                                |
|        | Olmo del Ayuntamiento                                     | Ulmus minor                           | Guadarrama                  | 40°40′21.1″N 4°05′21.2″O / 40.672528, -4.089222                             |                              |                        |                                |
| 245    | Olmo del Camino de la Estación                            | Ulmus minor                           | Aranjuez                    | 40°02′02.11″N 3°36′54.08″O / 40.0339194, -3.6150222                         |                              | Q54824016              |                                |
| 260    | Olmo del Cáucaso del Real Jardín Botánico                 | Zelkova carpinifolia                  | Madrid                      |                                                                             |                              |                        |                                |
|        | Olmo del Parque de Antonio Machado                        | Ulmus ssp.                            | Coslada                     |                                                                             | Tamaño                       |                        |                                |
|        | Olmo del Parque Sindical                                  | Ulmus minor                           | Madrid                      |                                                                             | Excelencia porte             |                        |                                |
|        | Olmo El Pantalones                                        | Ulmus minor                           | Madrid                      |                                                                             |                              |                        |                                |
|        | Pacana de Los Jardinillos                                 | Carya illinoensis                     | Aranjuez                    |                                                                             | Significación histórica      |                        |                                |
|        | Pacana Grande                                             | Carya illinoensis                     | Aranjuez                    |                                                                             |                              |                        |                                |
|        | Palmera Canaria del Palacio del Marqués de Elduayen       | Phoenix canariensis                   | Madrid                      |                                                                             |                              |                        |                                |
| 105    | Palmera Canaria del Real Jardín Botánico                  | Phoenix canariensis                   | Madrid                      | 40°24′40.6″N 3°41′23.0″O / 40.411278, -3.689722                             |                              |                        |                                |
|        | Palmera de Chile del Parterre                             | Jubaea spectabilis                    | Aranjuez                    |                                                                             |                              |                        |                                |
|        | Palmera de Fortune del Parque del Retiro                  | Trachycarpus fortunei                 | Madrid                      |                                                                             |                              |                        |                                |
| 104    | Parrotia del Real Jardín Botánico                         | Parrotia persica                      | Madrid                      |                                                                             |                              |                        |                                |
|        | Peral de La Hiruela                                       | Pyrus communis                        | La Hiruela                  | 41°04′34.2″N 3°27′22.0″O / 41.076167, -3.456111                             | Significación cultural       |                        |                                |
|        | Picea del Himalaya de la Plaza de Murillo                 | Picea smithiana                       | Madrid                      |                                                                             |                              |                        |                                |
|        | Pino Albar de El Chaparral                                | Pinus sylvestris                      | Montejo de la Sierra        |                                                                             |                              |                        |                                |
|        | Pino Albar de la Cadena                                   | Pinus sylvestris                      | Cercedilla                  |                                                                             |                              |                        |                                |
|        | Pino Albar de la Pinosilla                                | Pinus sylvestris                      | Guadarrama                  |                                                                             |                              |                        |                                |
|        | Pino Albar de la Sierra del Francés                       | Pinus sylvestris                      | Manzanares el Real          |                                                                             |                              |                        |                                |
|        | Pino Alto de Peñarubia                                    | Pinus pinaster                        | Colmenarejo                 |                                                                             | Tamaño                       |                        |                                |
|        | Pino Brutia del Vivero I                                  | Pinus brutia                          | Aranjuez                    |                                                                             |                              |                        |                                |
|        | Pino Brutia del Vivero II                                 | Pinus brutia                          | Aranjuez                    |                                                                             |                              |                        |                                |
|        | Pino Brutia del Vivero III                                | Pinus brutia                          | Aranjuez                    |                                                                             |                              |                        |                                |
|        | Pino Carrasco de Buenamesón                               | Pinus halepensis                      | Villarejo de Salvanés       |                                                                             |                              |                        |                                |
|        | Pino Carrasco de la Rosaleda del Retiro                   | Pinus halepensis                      | Madrid                      |                                                                             |                              |                        |                                |
|        | Pino Carrasco del Campo del Moro                          | Pinus halepensis                      | Madrid                      |                                                                             |                              |                        |                                |
|        | Pino Carrasco del Castillo de Villaviciosa de Odón        | Pinus halepensis                      | Villaviciosa de Odón        |                                                                             |                              |                        |                                |
| 306    | Pino carrasco del jardín del Palacio de Goyeneche         | Pinus halepensis                      | Nuevo Baztán                | 40°21′57.1″N 3°14′36.7″O / 40.365861, -3.243528                             | Significación histórica      | Q70648888              |                                |
|        | Pino carrasco del Real Jardín Botánico                    | Pinus halepensis                      | Madrid                      |                                                                             |                              |                        |                                |
|        | Pino Carrasco del Vivero I                                | Pinus halepensis                      | Aranjuez                    |                                                                             |                              |                        |                                |
|        | Pino Carrasco del Vivero II                               | Pinus halepensis                      | Aranjuez                    |                                                                             |                              |                        |                                |
|        | Pino de Hoyo Claveles                                     | Pinus sylvestris                      | Rascafría                   |                                                                             | Tamaño                       |                        |                                |
|        | Pino de Jeffreyi de la Casita de Arriba I                 | Pinus jeffreyi                        | San Lorenzo de El Escorial  |                                                                             |                              |                        |                                |
|        | Pino de Jeffreyi de la Casita de Arriba II                | Pinus jeffreyi                        | San Lorenzo de El Escorial  |                                                                             |                              |                        |                                |
|        | Pino de La Almenara                                       | Pinus pinaster                        | Robledo de Chavela          |                                                                             | Tamaño                       |                        |                                |
|        | Pino de Lord Weymouth de La Cebedilla                     | Pinus strobus                         | Lozoya del Valle            |                                                                             |                              |                        |                                |
|        | Pino de Sabine de la Casita de Arriba I                   | Pinus sabiniana                       | San Lorenzo de El Escorial  |                                                                             |                              |                        |                                |
|        | Pino del Parnaso                                          | Pinus halepensis                      | Aranjuez                    |                                                                             | Significación histórica      |                        |                                |
|        | Pino Laricio de La Hilera                                 | Pinus nigra                           | Guadarrama                  |                                                                             |                              |                        |                                |
|        | Pino Llorón del Real Jardín Botánico                      | Pinus wallichiana                     | Madrid                      |                                                                             |                              |                        |                                |
|        | Pino Negral de San Antonio                                | Pinus pinaster                        | Robledo de Chavela          |                                                                             |                              |                        |                                |
|        | Pino Piñonero de la Casa del Cura                         | Pinus pinea                           | Madrid                      |                                                                             |                              |                        |                                |
|        | Pino Piñonero del Campo del Moro                          | Pinus pinea                           | Madrid                      |                                                                             |                              |                        |                                |
| 137    | Pino Piñonero del Olivar                                  | Pinus pinea                           | Torrejón de Ardoz           | 40°27′58.1″N 3°26′46.4″O / 40.466139, -3.446222 C/ Juan Sebastián Elcano, 8 |                              | Q69426632              |                                |
|        | Pino Piñonero del Puente de Ladrillo                      | Pinus pinea                           | Boadilla del Monte          |                                                                             |                              |                        |                                |
|        | Pino Piñonero del Vivero                                  | Pinus pinea                           | Aranjuez                    |                                                                             |                              |                        |                                |
|        | Pino solitario de San Roque                               | Pinus sylvestris                      | Los Molinos                 |                                                                             | Significación cultural       |                        |                                |
|        | Pinsapo de la Casita del Príncipe                         | Abies pinsapo                         | El Escorial                 |                                                                             |                              |                        |                                |
|        | Piruétanos gemelos de Colmenar del Arroyo                 | Pyrus bourgaeana                      | Colmenar del Arroyo         |                                                                             | Tamaño                       |                        |                                |
|        | Plátano de la Calle Francisco de Asís                     | Platanus x hispanica                  | Aranjuez                    |                                                                             |                              |                        |                                |
|        | Plátano de la Huerta del Infante                          | Platanus x hispanica                  | Aranjuez                    |                                                                             |                              |                        |                                |
|        | Plátano de la Trinidad                                    | Platanus x hispanica                  | Aranjuez                    |                                                                             |                              |                        |                                |
|        | Plátano de los Pabellones                                 | Platanus x hispanica                  | Aranjuez                    |                                                                             |                              |                        |                                |
|        | Plátano de San Antonio de la Florida                      | Platanus x hispanica                  | Madrid                      | 40°25′33.79″N 3°43′34.96″O / 40.4260528, -3.7263778                         |                              |                        |                                |
|        | Plátanos de la Tronca                                     | Platanus x hispanica + PL. Orientalis | Aranjuez                    |                                                                             |                              |                        |                                |
|        | Quejigo de la Dehesa Milla                                | Quercus faginea                       | Villanueva de Perales       |                                                                             | Excelencia porte             |                        |                                |
|        | Quejigo de San Norberto                                   | Quercus faginea                       | Villanueva de Perales       |                                                                             | Significación cultural       |                        |                                |
|        | Quejigo del Robledal                                      | Quercus faginea                       | Brea de Tajo                |                                                                             | Significación científica     |                        |                                |
|        | Rebollo de la Dehesa                                      | Quercus pyrenaica                     | La Hiruela                  |                                                                             | Tamaño                       |                        |                                |
|        | Rebollo de la Gallina                                     | Quercus pyrenaica                     | Lozoya del Valle            |                                                                             | Tamaño                       |                        |                                |
|        | Rebollo de La Herrería                                    | Quercus pyrenaica                     | San Lorenzo de El Escorial  |                                                                             | Excelencia porte             |                        |                                |
|        | Rebollo de La Maleza                                      | Quercus pyrenaica                     | Lozoya del Valle            |                                                                             |                              |                        |                                |
|        | Rebollo de la Mata del Pañuelo                            | Quercus pyrenaica                     | Rascafría                   |                                                                             |                              |                        | Rebollo de la Mata del Pañuelo |
|        | Rebollo de las Puentecillas                               | Quercus pyrenaica                     | Puebla de la Sierra         |                                                                             |                              |                        |                                |
|        | Rebollo de Tejera-Parque Avellanos                        | Quercus pyrenaica                     | Puebla de la Sierra         |                                                                             |                              |                        |                                |
|        | Rebollo del Palancar                                      | Quercus pyrenaica                     | Rascafría                   |                                                                             | Excelencia porte             |                        |                                |
|        | Roble Bastián                                             | Quercus pyrenaica                     | La Hiruela                  |                                                                             | Excelencia porte             |                        |                                |
|        | Roble de El Chaparral                                     | Quercus petraea                       | Montejo de la Sierra        |                                                                             |                              |                        |                                |
|        | Roble del Arroyo de la Redonda                            | Quercus petraea                       | Rascafría                   |                                                                             | Tamaño                       |                        |                                |
|        | Roble del Campo del Moro                                  | Quercus robur                         | Madrid                      |                                                                             |                              |                        |                                |
|        | Roble del canal de las Aves o de la Flamenca              | Quercus robur                         | Aranjuez                    |                                                                             | Rareza                       |                        |                                |
|        | Roble del Puente de Hierro                                | Quercus robur                         | Madrid                      |                                                                             |                              |                        |                                |
|        | Sabina Albar de los Canalizos                             | Juniperus thurifera                   | Lozoya del Valle            |                                                                             |                              |                        |                                |
|        | Sabina Albar del Parque del Almirante Carrero Blanco      | Juniperus virginiana                  | San Lorenzo de El Escorial  |                                                                             |                              |                        |                                |
|        | Sabina del Chorrillo                                      | Juniperus thurifera                   | Rascafría                   |                                                                             | Excelencia porte             |                        |                                |
|        | Sabina del Portacho                                       | Juniperus thurifera                   | Robledo de Chavela          |                                                                             | Significación científica     |                        |                                |
|        | Salguera del Molino del Villar                            | Salix alba                            | Robledillo de la Jara       |                                                                             | Tamaño                       |                        |                                |
|        | Sauce de la Galapaguera I                                 | Salix fragilis                        | Rascafría                   |                                                                             |                              |                        |                                |
|        | Sauce de la Galapaguera II                                | Salix fragilis                        | Rascafría                   |                                                                             |                              |                        |                                |
|        | Sauce del Arroyo Camarmilla II                            | Salix alba                            | Camarma de Esteruelas       |                                                                             |                              |                        |                                |
|        | Secuoya del Campo del Moro                                | Sequoia sempervirens                  | Madrid                      |                                                                             |                              |                        |                                |
|        | Secuoya Gigante de la Casita del Príncipe I               | Sequoiadendron giganteum              | El Escorial                 | 40°35′04.1″N 4°08′10.1″O / 40.584472, -4.136139                             |                              |                        |                                |
|        | Secuoya Gigante de la Casita del Príncipe II              | Sequoiadendron giganteum              | El Escorial                 |                                                                             |                              |                        |                                |
|        | Sófora de Residencial Abantos                             | Sophora japonica                      | San Lorenzo de El Escorial  |                                                                             |                              |                        |                                |
| 326    | Taray del Gallo                                           | Tamarix gallica                       | Alcalá de Henares           | 40°31′18.92″N 3°17′29.38″O / 40.5219222, -3.2914944                         | Tamaño                       | Q73509815              |                                |
|        | Tejo de El Chaparral I                                    | Taxus baccata                         | Montejo de la Sierra        |                                                                             |                              |                        |                                |
|        | Tejo de El Chaparral II                                   | Taxus baccata                         | Montejo de la Sierra        |                                                                             |                              |                        |                                |
|        | Tejo de la Roca                                           | Taxus baccata                         | Rascafría                   |                                                                             |                              |                        |                                |
|        | Tejo de la Senda                                          | Taxus baccata                         | Canencia de la Sierra       |                                                                             |                              |                        |                                |
| 239    | Tejo del Arroyo de Barondillo                             | Taxus baccata                         | Rascafría                   |                                                                             |                              | Q6140322               |                                |
|        | Tejo del Arroyo de los Hoyos                              | Taxus baccata                         | Manzanares el Real          |                                                                             |                              |                        |                                |
|        | Tejo del Arroyo del Chivato                               | Taxus baccata                         | Manzanares el Real          |                                                                             |                              |                        |                                |
|        | Tejo del Campo del Moro I                                 | Taxus baccata                         | Madrid                      |                                                                             |                              |                        |                                |
|        | Tejo del Campo del Moro II                                | Taxus baccata                         | Madrid                      |                                                                             |                              |                        |                                |
|        | Tejo del Hueco de las Hoces                               | Taxus baccata                         | Manzanares el Real          |                                                                             |                              |                        |                                |
|        | Tejo del Palacio de Velázquez del Retiro                  | Taxus baccata                         | Madrid                      |                                                                             | Tamaño                       |                        |                                |
|        | Tejo del Real Jardín Botánico                             | Taxus baccata                         | Madrid                      |                                                                             |                              |                        |                                |
|        | Tejo del Sestil del Maillo                                | Taxus baccata                         | Canencia de la Sierra       |                                                                             |                              |                        |                                |
|        | Temblón del Vivero de Pilón Muerto                        | Populus tremula                       | Robregordo                  |                                                                             | Significación científica     |                        |                                |
|        | Tilo de Canencia                                          | Tilia platyphyllos                    | Canencia de la Sierra       |                                                                             | Excelencia porte             |                        |                                |
|        | Tilo de la Mano                                           | Tilia x europaea                      | San Lorenzo de El Escorial  |                                                                             |                              |                        |                                |
|        | Tilo del Reajo de la Encerrada                            | Tilia platyphyllos                    | La Cabrera                  |                                                                             | Excelencia porte             |                        |                                |
|        | Washingtonia de la Autopista de Barajas I                 | Washingtonia filifera                 | Madrid                      |                                                                             |                              |                        |                                |
|        | Washingtonia de la Autopista de Barajas II                | Washingtonia filifera                 | Madrid                      |                                                                             |                              |                        |                                |
|        | Washingtonia de la Autopista de Barajas III               | Washingtonia filifera                 | Madrid                      |                                                                             |                              |                        |                                |
|        | Washingtonia de la Autopista de Barajas IV                | Washingtonia filifera                 | Madrid                      |                                                                             |                              |                        |                                |
|        | Washingtonia de la Plaza                                  | Washingtonia filifera                 | Madrid                      |                                                                             |                              |                        |                                |

## Arbolado urbano
Por otro lado, la Ley de protección y fomento del arbolado urbano de la Comunidad de Madrid, establece que las medidas protectoras contempladas en la misma, se aplicarán a todos los ejemplares de cualquier especie arbórea con más de diez años de antigüedad o veinte centímetros de diámetro de tronco al nivel del suelo que se ubiquen en suelo urbano. 

## Véase también

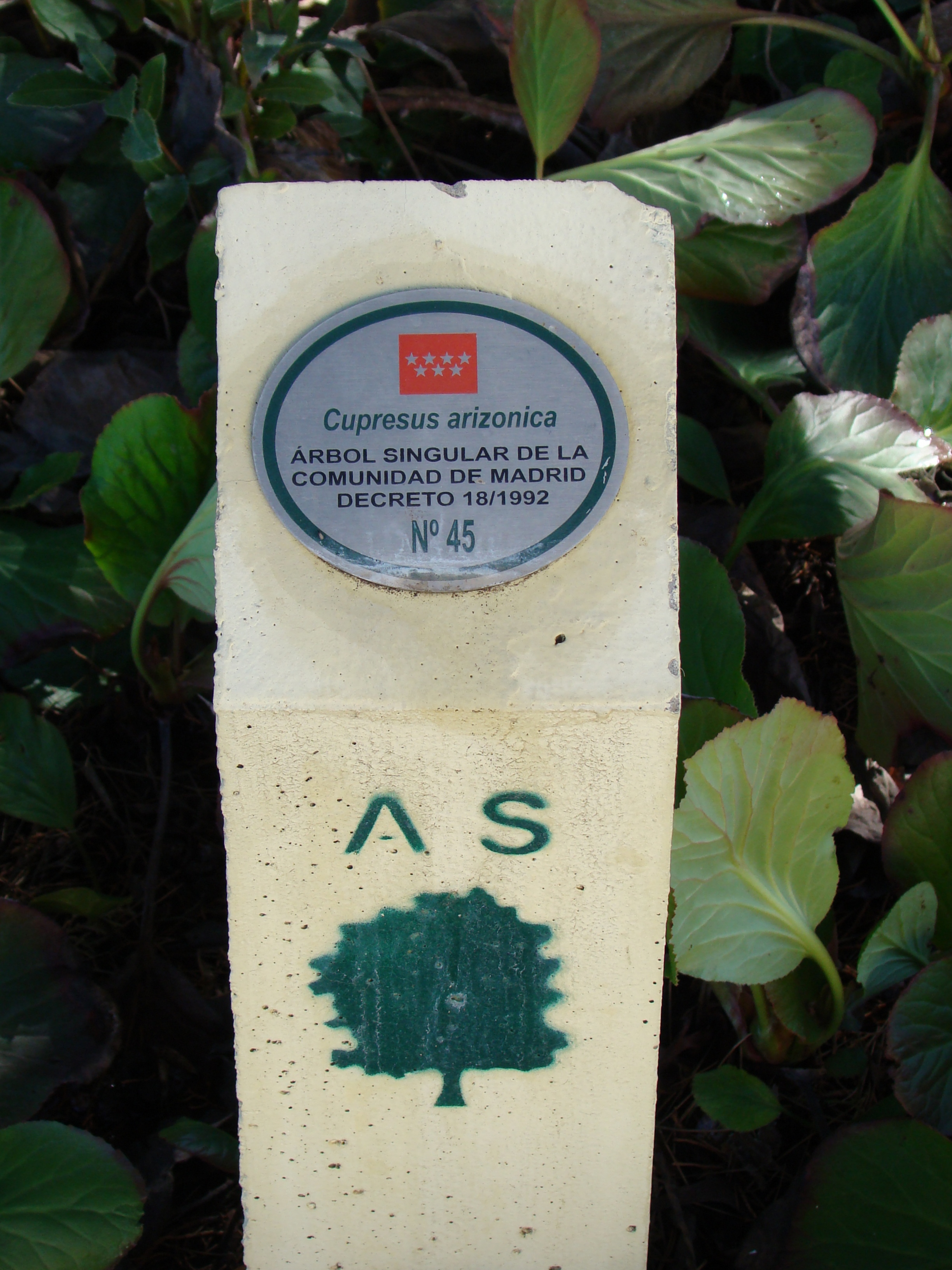
Hito de hormigón indicando el Árbol Singular n.º 45 de la Comunidad de Madrid.